# Mihran Harutiunian
Mihran Harutiunian –en armenio, Միհրան Հարությունյան– (Echmiadzin, 25 de marzo de 1989) es un deportista armenio que compite en lucha grecorromana.
Participó en los Juegos Olímpicos de Río de Janeiro 2016, obteniendo una medalla de plata en la categoría de 66 kg. Ganó una medalla de plata en los Juegos Europeos de Bakú 2015.

## Palmarés internacional
| Juegos Olímpicos | Juegos Olímpicos        | Juegos Olímpicos | Juegos Olímpicos |
| Año              | Lugar                   | Medalla          | Categoría        |
| ---------------- | ----------------------- | ---------------- | ---------------- |
| 2016             | Río de Janeiro (Brasil) | Medalla de plata | 66 kg            |
| Juegos Europeos  |                         |                  |                  |
| Año              | Lugar                   | Medalla          | Categoría        |
| 2015             | Bakú (Azerbaiyán)       | Medalla de plata | 69 kg            |